# Присінок піхви

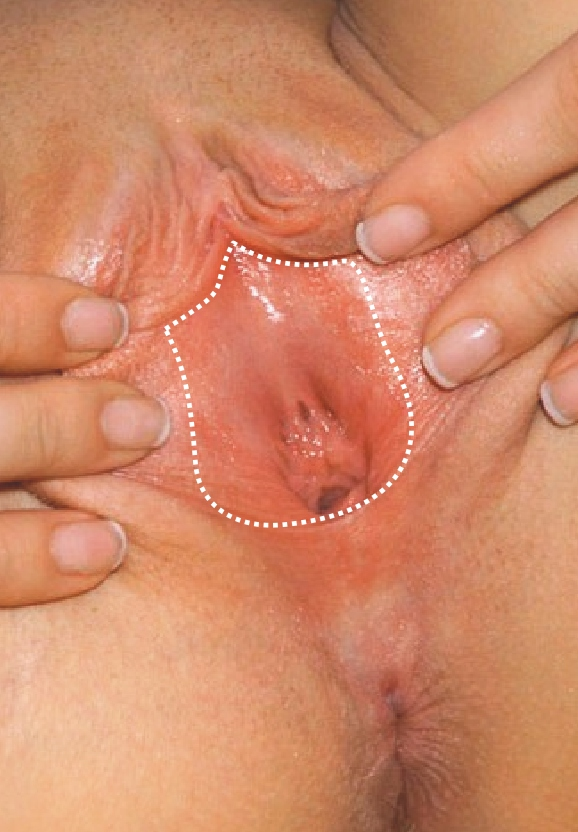
Переддвер'я вагіни

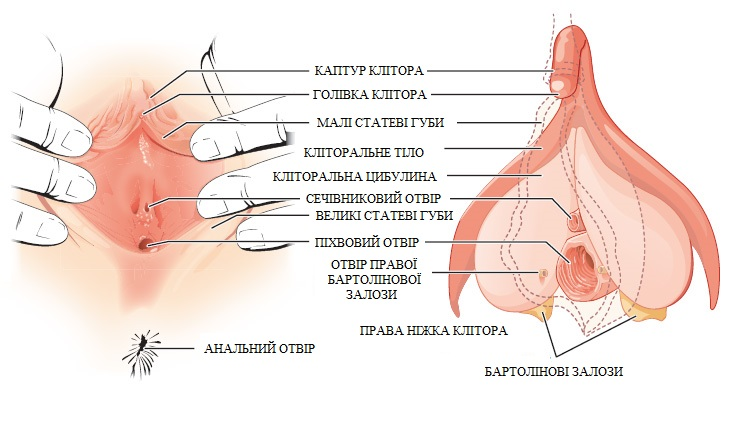
Переддвер'я в контексті жіночих геніталій

Вагінальне переддвер'я (лат. vestibulum vaginae) або при́сі́нок пі́хви — частина вульви. За походженням — дистальний кінець сечостатевого синуса ембріона.
Межею переддвер'я є гімен або його рештки, що відокремлюють зовнішні геніталії жінки від внутрішніх. Спереду переддвер'я обмежене голівкою та каптуром клітора, ззаду — вуздечкою статевих губ, з боків — малими статевими губами. Простір між гіменом і задньою спайкою (вуздечкою) називається човноподібною ямкою (fossa navicularis), у неї відкриваються протоки бартолінових залоз. Під голівкою клітора розміщується зовнішній отвір уретри. Біля отвору уретри розміщена частина вивідних проток парауретральних залоз (решта відкривається в сам канал).
По боках від вагінального отвору розташовані дві кліторальні цибулини переддвер'я (bulbi vestibuli) — утворення, гомологічні за походженням і ідентичні за будовою непарному печеристому тілу пеніса. Права (bulbus dexter) і ліва (bulbus sinister) цибулини з'єднані тоншою спайкою (commissura bulborum), розташованою між зовнішнім отвором уретри і клітором. Складаються з густого сплетіння судин, оточених сполучною тканиною і пучками гладком'язових клітин. Бічні частини цибулин злегка сплющені і знаходяться в основі великих статевих губ, прилягаючи своїми задніми кінцями до бартолінових залоз. Ззовні цибулини покриті пучками цибулинно-губчастого м'яза. 
Вважалося, що, на відміну від губчастого тіла пеніса, тісно зв'язаного з печеристими тілами і сечівником, печеристі цибулини переддвер'я чітко відмежовані від клітора, уретри і переддвер'я. Проте недавнє патолого-анатомічне дослідження показало, що в жінок репродуктивного віку цибулини переддвер'я тісно зв'язані з нижньою частиною вагіни, сечівником і печеристими тілами клітора. Окрім того, відзначено, що у репродуктивному віці об'єм еректильної тканини цибулин багато більший, ніж після менопаузи.